# ديفيد دي كوز
ديفيد دي كوز (بالإسبانية: David Gutiérrez de Coz)‏ هو لاعب كرة قدم إسباني في مركز الدفاع، ولد في 6 فبراير 1980 في إشبيلية في إسبانيا. لعب مع ريال بيتيس وريال مورسيا ونادي خيريث ونادي سبتة ونادي غرناطة ونادي قادش ونادي قرطبة ونادي لوغو.

## وصلات خارجية
- ديفيد دي كوز على موقع قاعدة بيانات كرة القدم.إي يو (الإنجليزية)
- ديفيد دي كوز على موقع Soccerbase.com (لاعب) (الإنجليزية)
- ديفيد دي كوز على موقع Soccerway.com (الإنجليزية)
- ديفيد دي كوز على موقع AS.com (الإسبانية)